# 伦纳特·萨穆埃尔松
伦纳特·萨穆埃尔松（瑞典語：Lennart Samuelsson，1924年7月7日—2012年11月27日），瑞典男子足球运动员，司职后卫。他曾代表瑞典国家队参加1952年夏季奥林匹克运动会足球比赛，获得一枚铜牌。